# Karl Heinrich Sohl
Karl Heinrich Sohl (* 20. Juli 1883 in Ehlen (Landkreis Kassel); † 18. Oktober 1963 in Kassel) war ein deutscher Unternehmer, Bürgermeister (NSDAP) und Abgeordneter des Provinziallandtages der preußischen Provinz Hessen-Nassau.

## Leben
Karl Heinrich Sohl war der Sohn des Musikers Johann Martin Sohl und dessen Ehefrau Maria Karoline Kersten. Er führte in seinem Heimatort eine Bauunternehmung, als er hier Bürgermeister wurde. Von 1919 bis 1920 war er als Vertreter der MSPD Mitglied des Kurhessischen Kommunallandtages des Regierungsbezirks Kassel, aus dessen Mitte er ein Mandat für den Provinziallandtag der Provinz Hessen-Nassau erhielt. Am 1. November 1930 trat Sohl in die NSDAP ein. Durch diesen Schritt verlor er sein Amt als Bürgermeister. Nach der Machtergreifung 1933 kam er wieder in sein Amt zurück, wo er bis zu seiner Absetzung im Jahre 1945 blieb. Wegen seiner nationalsozialistischen Aktivitäten kam er in das Internierungslager Darmstadt.
Sohl war Kreisamtsleiter für Kommunalpolitik der NSDAP und Stützpunktleiter.